# Gerlinde Doberschütz
Gerlinde Doberschütz (* 26. Oktober 1964 in Meiningen als Gerlinde Mey) ist eine ehemalige Ruderin aus der Deutschen Demokratischen Republik, die 1988 Olympiasiegerin im Vierer mit Steuerfrau wurde.
Die Ruderin vom SC DHfK Leipzig war 1982 Juniorenweltmeisterin im Achter. 1985 gewann sie im Achter ihren ersten DDR-Meistertitel in der Erwachsenenklasse; in der Besetzung Susann Heinicke, Gerlinde Doberschütz, Beatrix Lehmann, Martina Walther, Kathrin Thurm, Ute Stange, Kathrin Dienstbier, Carola Hornig und Steuerfrau Sylke Kretzschmar belegte das Boot bei den Ruder-Weltmeisterschaften den zweiten Platz hinter dem Achter aus der UdSSR. 1986 gewann sie die DDR-Meistertitel im Achter und zusammen mit Ute Stange im Zweier ohne Steuerfrau. Der Achter mit Gerlinde Doberschütz, Anett Devantier, Kathrin Dienstbier, Ute Stange, Anja Kluge, Carola Hornig, Annekathrin Fercho, Ute Wild und Steuerfrau Daniela Neunast belegte bei den Weltmeisterschaften erneut den zweiten Platz hinter den sowjetischen Ruderinnen. Bei den DDR-Meisterschaften 1987 siegten Doberschütz und Carola Hornig im Zweier vor Martina Walther und Birte Siech, diese vier Ruderinnen traten mit Steuerfrau Sylvia Müller auch im Vierer an und gewannen bei den DDR-Meisterschaften in dieser Bootsklasse. Bei den Weltmeisterschaften belegte der Vierer den zweiten Platz hinter dem Boot aus Rumänien, Doberschütz und Hornig gewannen zum dritten Mal in Folge WM-Silber. In der gleichen Besetzung wie 1987 gewann das Boot bei den DDR-Meisterschaft 1988. Kurz vor den Olympischen Spielen in Seoul heiratete Sylvia Müller und trat bei der olympischen Regatta als Sylvia Rose an. Das Boot aus der DDR gewann vor dem Vierer aus China und den rumänischen Weltmeisterinnen.
Seit 1985 ist sie mit Sven Doberschütz verheiratet, dem Bruder des Ruderolympiasiegers Jens Doberschütz. Nach ihrer Karriere arbeitete Gerlinde Doberschütz als Lehrerin an einer Regelschule in Wasungen für Sport und Biologie.
Für ihren Olympiasieg in Seoul wurde Doberschütz mit dem Vaterländischen Verdienstorden in Gold ausgezeichnet. 1986 erhielt sie diesen Orden in Silber.